# Jatznick
Jatznick település Németországban, Mecklenburg-Elő-Pomeránia tartományban. Lakosainak száma 2178 fő (2023. december 31.).

## A település részei
- Am Bahnhof
- Belling
- Blumenhagen
- Groß Spiegelberg
- Jatznick
- Klein Luckow
- Sandförde
- Waldeshöhe

- Albertshof
- Am Berge
- Ausbau
- Herrnkamp
- Mauseort
- Moosbruch
- Oslanin
- Wärterhaus
- Wilhelmsthal

## Történelme
Jatznicket először 1354-ben említik egy dokumentumban. Jatznickben eredetileg szlávok laktak, ők adták a hely mai nevét.

## Gasztaság

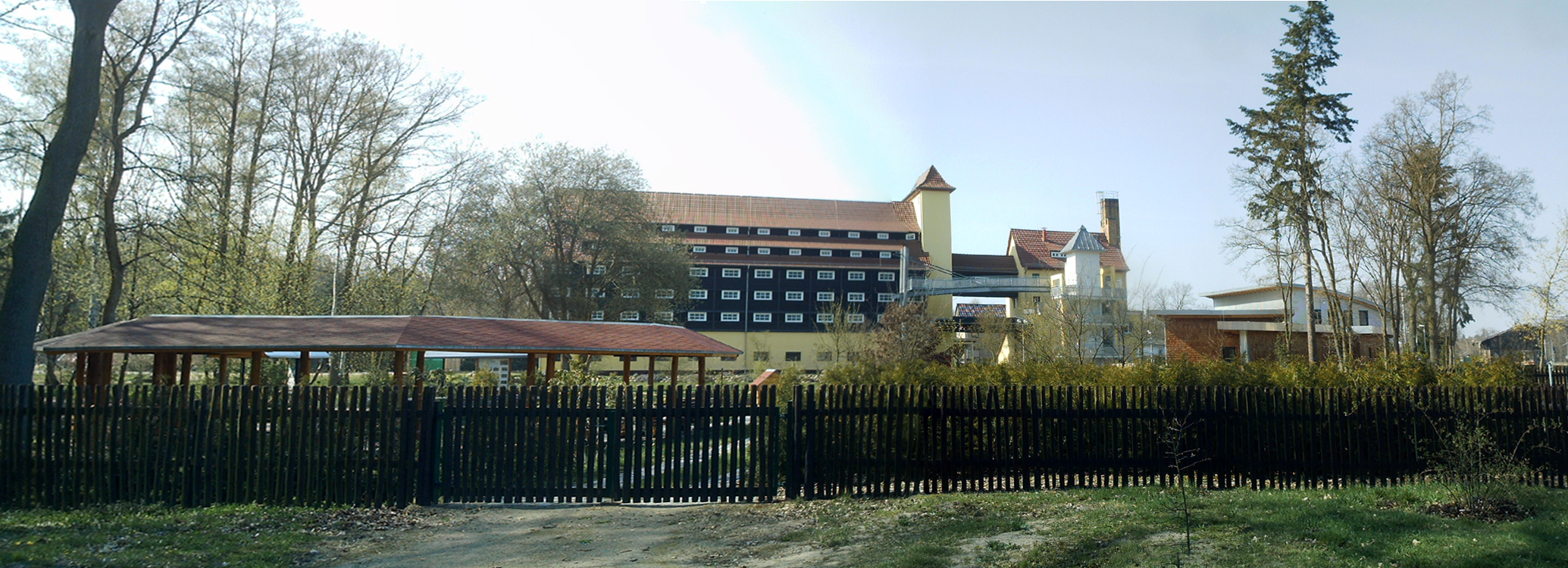
A magtároló

A Jatznick erdei vetőmagtároló] egyike a nyolc németországi erdei magtárolók. Tartalmaz egy termelő épületet, egy bemutatógyárat és egy dendrológiai kertet. Az 1923-ból származó épület műszaki műemlékként van nyilvántartva. Különféle mezőgazdasági és kézműves vállalkozások is működnek.

## Népesség
A település népességének változása:
| Lakosok száma | 2262 | 2268 | 2232 | 2208 | 2178 |
|               | 2017 | 2019 | 2021 | 2022 | 2023 |

## Itt születtek
- Klein Luckow: Max Schmeling (1905−2005) ökölvívó